# ARL10
ARL10 (англ. ADP ribosylation factor like GTPase 10) – білок, який кодується однойменним геном, розташованим у людей на 5-й хромосомі. Довжина поліпептидного ланцюга білка становить 244 амінокислот, а молекулярна маса — 27 459.
| 10         |  | 20         |  | 30         |  | 40         |  | 50         |
| ---------- |  | ---------- |  | ---------- |  | ---------- |  | ---------- |
| MAPRPLGPLV |  | LALGGAAAVL |  | GSVLFILWKT |  | YFGRGRERRW |  | DRGEAWWGAE |
| AARLPEWDEW |  | DPEDEEDEEP |  | ALEELEQREV |  | LVLGLDGAGK |  | STFLRVLSGK |
| PPLEGHIPTW |  | GFNSVRLPTK |  | DFEVDLLEIG |  | GSQNLRFYWK |  | EFVSEVDVLV |
| FVVDSADRLR |  | LPWARQELHK |  | LLDKDPDLPV |  | VVVANKQDLS |  | EAMSMGELQR |
| ELGLQAIDNQ |  | REVFLLAASI |  | APAGPTFEEP |  | GTVHIWKLLL |  | ELLS       |

A: Аланін

D: Аспарагінова кислота

E: Глутамінова кислота

F: Фенілаланін

G: Гліцин

H: Гістидин

I: Ізолейцин

K: Лізин

L: Лейцин

M: Метіонін

N: Аспарагін

P: Пролін

Q: Глутамін

R: Аргінін

S: Серин

T: Треонін

V: Валін

W: Триптофан

Білок має сайт для зв'язування з нуклеотидами, ГТФ. 